# Zmertène
Zmertène, Zemertene ou Zemertène (arabe : زمرتن ; en berbère : Zmerten) est un village berbère de Tunisie située près de Matmata dans le sud-est du pays.

## Géographie
Le village est voisin du lit de l'oued Zmertène et des affluents aménagés en jessour.
Zmertène accueille un forage sur lequel une étude a été menée avec d'autres forages de la région, apportant des informations sur la limite de l'extension réelle des séries du Continental intercalaire sous le Dahar.
Le djebel Matmata culmine à l'est de Zmertène, à une altitude de 715 mètres.

## Géologie
Le bassin de Zmertène fait partie des principaux bassins du plateau de Matmata avec les bassins de Beni Kheddache et de Téchine.
Certains sols de Zmertène comme ailleurs dans la région de Matmata sont riches en fer et en argile,.

## Archeologie
Zmertène, montre , au - dessus des gypses massifs, une richesse extrême en fossiles marins, lumachelles d'huîtres, oursins, foraminifères alors que ceux-ci sont moins abondants à Djebel Zmertène et à Toujane.

## Histoire
Abandonnés, les deux noyaux des villages de Zmertène et Bergoug sont situés sur le revers d'une cuesta et témoignent de l'ancienneté du peuplement de ce site.

## Architecture et urbanisme
La localité de Zmertène dispose d'habitations troglodytiques latérales de plus en plus abandonnées et délaissées.
Le village comporte des huileries, une mosquée et une nécropole.

### Projets modernes
Un projet nommé « Les zones blanches » visant à assurer une couverture internet de qualité reliant toutes les institutions publiques et à installer le haut débit dans la région, dont la localité de Zmertène, avec la participation de Tunisie Telecom, a été clôturé en juin 2022. La délégation du ministère et de l'opérateur s'étaient déplacées à Zmertène pour la clôture du projet.